# Indrek Rumma
Indrek Rumma, né le 14 septembre 1969, à Tallinn, en République socialiste soviétique d'Estonie, est un joueur estonien de basket-ball. Il évolue durant sa carrière au poste d'ailier.